# Kacio Freitas
Pour les articles homonymes, voir Freitas.
Kacio Freitas, né le 13 mai 1994 à Leopoldina, est un coureur cycliste brésilien. Bon sprinteur, il participe à des compétitions sur route et sur piste. 

## Biographie
Le 25 septembre 2019, il se voit retirer sa médaille de bronze remportée aux Jeux panaméricains de 2019 pour dopage au ligandrol (en).

## Palmarès sur route

### Par années
- 2009
  - 3e du championnat du Brésil sur route cadets
- 2010
  -  Champion du Brésil du contre-la-montre cadets
- 2011
  -  Champion du Brésil sur route juniors
  - 2e du championnat du Brésil du contre-la-montre juniors
- 2018
  - Torneio de Verão :
    - Classement général
    - 4e étape
- 2022
  - Prova Ciclística 9 de Julho
  - 2e de la Copa Cidade Canção
- 2023
  - 2e de la Prova Ciclística 9 de Julho

## Palmarès sur piste

### Championnats du monde
- Londres 2016
  - 14e de la vitesse par équipes
  - 14e du kilomètre
- Pruszków 2019
  - 23e du keirin (éliminé au premier tour)[2]

### Championnats panaméricains
- Aguascalientes 2014
  -  Médaillé de bronze de la vitesse par équipes
- Santiago 2015
  -  Médaillé de bronze du keirin
  -  Médaillé de bronze de la vitesse par équipes
- Aguascalientes 2018
  -  Médaillé de bronze de la vitesse par équipes
  - Sixième du keirin[3]

### Jeux panaméricains
- Toronto 2015
  -  Médaillé de bronze de la vitesse par équipes
- Lima 2019
  -  Médaillé de bronze de la vitesse par équipes Disqualifié.

### Jeux sud-américains
- Santiago 2014
  -  Médaillé de bronze de la vitesse par équipes
- Cochabamba 2018
  -  Médaillé de bronze de la vitesse par équipes

### Championnats nationaux
- Champion du Brésil du kilomètre : 2014, 2015, 2016, 2017, 2018 et 2023
- Champion du Brésil du keirin : 2015, 2016, 2017, 2018 et 2019
- Champion du Brésil de vitesse : 2015, 2017, 2018 et 2019
- Champion du Brésil de poursuite par équipes : 2021 (avec Armando Camargo, Patrick Oyakaua et Altemir Da Rosa) et 2024 (avec Lauro Chaman, Otávio Gonzeli et Rafael Braga)